# Tirol Raiders 2021
Questa voce raccoglie le informazioni riguardanti i Tirol Raiders nelle competizioni ufficiali della stagione 2021.

## Prima squadra

### Austrian Football League 2021

#### Stagione regolare
| Graz 10 aprile 2021, ore 15:00 2ª giornata | Graz Giants | 18 – 45 (6-3 0-14 0-14 12-14) referto | Tirol Raiders | Stadion Eggenberg |

| Vienna 24 aprile 2021, ore 16:00 3ª giornata | Vienna Vikings | 31 – 24 (d.t.s.) (14-3 0-7 7-0 3-14 7-0) referto | Tirol Raiders | Footballzentrum Ravelin |

| Innsbruck 1º maggio 2021, ore 15:00 Recupero 1ª giornata | Tirol Raiders | 22 – 14 (3-0 0-7 6-7 13-0) referto | Prague Black Panthers | Tivoli-Neu Stadion |

| Innsbruck 8 maggio 2021, ore 15:00 4ª giornata | Tirol Raiders | 35 – 21 (7-0 14-0 7-7 7-14) referto | AFC Rangers Mödling | Tivoli-Neu Stadion |

| Innsbruck 5 giugno 2021, ore 15:00 6ª giornata | Tirol Raiders | 24 – 7 (0-0 10-7 7-0 7-0) referto | Danube Dragons | Tivoli-Neu Stadion |

| Innsbruck 20 giugno 2021, ore 15:00 7ª giornata | Tirol Raiders | 27 – 24 (0-0 7-14 7-7 13-3) referto | Vienna Vikings | Tivoli-Neu Stadion |

| Vienna 3 luglio 2021, ore 15:00 8ª giornata | Danube Dragons | 24 – 17 (0-10 7-7 3-0 14-0) referto | Tirol Raiders | Sportplatz Donaufeld (500 spett.) |

| Praga 11 luglio 2021, ore 15:00 Recupero 5ª giornata | Prague Black Panthers | 16 – 7 (0-0 0-7 13-0 3-0) referto | Tirol Raiders | Stadion SK Prosek |

#### Playoff
| Innsbruck 17 luglio 2021, ore 17:00 Semifinale | Tirol Raiders | 31 – 20 (7-0 14-13 0-0 10-7) referto | Danube Dragons | Tivoli-Neu Stadion (0 spett.) |

| Sankt Pölten 31 luglio 2021, ore 19:00 Austrian Bowl | Vienna Vikings | 14 – 35 (0-14 0-14 0-0 14-7) referto | Tirol Raiders | NV Arena (3100 spett.) |
| Schwam 6':05" Q4 ( TD ) 13yd pass from Hrouda Tasic Q4 ( pat ) Straight 5':28" Q4 ( TD ) interception return Tasic Q4 ( pat ) Marcatori Shelton 3':19" Q1 ( TD ) 7yd pass from Schneider Schwarz Q1 ( pat ) Seeber 0':57" Q1 ( TD ) 4yd run Schwarz Q1 ( pat ) A. Platzgummer 9':38" Q2 ( TD ) 99yd pass from Shelton Schwarz Q2 ( pat ) Fink 5':01" Q2 ( TD ) 43yd pass from Shelton Schwarz Q2 ( pat ) Shelton 12':00" Q4 ( TD ) 1yd run Schwarz Q4 ( pat ) |                | |               |                        |
| |                | |               |                        |
| Schwam 6':05" Q4 (TD) 13yd pass from Hrouda Tasic Q4 (pat) Straight 5':28" Q4 (TD) interception return Tasic Q4 (pat) | Marcatori      | Shelton 3':19" Q1 (TD) 7yd pass from Schneider Schwarz Q1 (pat) Seeber 0':57" Q1 (TD) 4yd run Schwarz Q1 (pat) A. Platzgummer 9':38" Q2 (TD) 99yd pass from Shelton Schwarz Q2 (pat) Fink 5':01" Q2 (TD) 43yd pass from Shelton Schwarz Q2 (pat) Shelton 12':00" Q4 (TD) 1yd run Schwarz Q4 (pat) |               |                        |

### Central European Football League 2021

#### Fase a eliminazione diretta
| Innsbruck 15 maggio 2021, ore 18:00 Quarti di finale | Tirol Raiders | 41 – 14 (7-0 28-0 0-0 6-14) referto | Seamen Milano | American Footballzentrum |

| Innsbruck 29 maggio 2021, ore 16:00 Semifinale | Tirol Raiders | 20 – 13 (6-0 0-6 0-0 14-7) referto | Vienna Vikings | American Footballzentrum |

| Innsbruck 26 giugno 2021, ore 15:00 CEFL Bowl | Tirol Raiders | 16 – 22 (3-7 13-0 0-7 0-8) referto | Schwäbisch Hall Unicorns | Tivoli-Neu Stadion |

### Statistiche di squadra
| Competizione                       | %Vittorie | In casa | In casa | In casa | In casa | In casa | In casa | In trasferta | In trasferta | In trasferta | In trasferta | In trasferta | In trasferta | Totale | Totale | Totale | Totale | Totale | Totale |
| Competizione                       | %Vittorie | G       | V       | N       | P       | Pf      | Ps      | G            | V            | N            | P            | Pf           | Ps           | G      | V      | N      | P      | Pf     | Ps     |
| ---------------------------------- | --------- | ------- | ------- | ------- | ------- | ------- | ------- | ------------ | ------------ | ------------ | ------------ | ------------ | ------------ | ------ | ------ | ------ | ------ | ------ | ------ |
| AFL - Stagione regolare            | .625      | 4       | 4       | 0       | 0       | 108     | 66      | 4            | 1            | 0            | 3            | 93           | 89           | 8      | 5      | 0      | 3      | 201    | 155    |
| AFL - Playoff                      | 1.000     | 1       | 1       | 0       | 0       | 31      | 20      | 1            | 1            | 0            | 0            | 35           | 14           | 2      | 2      | 0      | 0      | 66     | 34     |
| CEFL - Fase a eliminazione diretta | .667      | 3       | 2       | 0       | 1       | 77      | 49      | 0            | 0            | 0            | 0            | 0            | 0            | 3      | 2      | 0      | 1      | 77     | 49     |
| Totale                             | .692      | 8       | 7       | 0       | 1       | 216     | 135     | 5            | 2            | 0            | 3            | 128          | 103          | 13     | 9      | 0      | 4      | 344    | 238    |

### Statistiche personali
Mancano i dati della CEFL.

#### Marcatori
| Giocatore      | Ruolo | TD rush | TD recv | TD int | TD p.ret | TD k.ret | TD oth | Xp1  | Xp2 | FG  | Saf | Totale |
| -------------- | ----- | ------- | ------- | ------ | -------- | -------- | ------ | ---- | --- | --- | --- | ------ |
| Schneider      |       | 0       | 10+1    | 0      | 0        | 0        | 0      | 0    | 0   | 0   | 0   | 66     |
| Shelton        |       | 4+2     | 0+1     | 0      | 0        | 0        | 0      | 0    | 1   | 0   | 0   | 44     |
| Schwarz        |       | 0       | 0       | 0      | 0        | 0        | 0      | 16+9 | 0   | 5+1 | 0   | 43     |
| A. Platzgummer |       | 0       | 2+1     | 0      | 0        | 0        | 0      | 0    | 0   | 0   | 0   | 18     |
| Seeber         |       | 1+2     | 0       | 0      | 0        | 0        | 0      | 0    | 0   | 0   | 0   | 18     |
| Haslwanter     |       | 2       | 0       | 0      | 0        | 0        | 0      | 0    | 0   | 0   | 0   | 12     |
| Pilger         |       | 0       | 2       | 0      | 0        | 0        | 0      | 0    | 0   | 0   | 0   | 12     |
| Zangerle       |       | 2       | 0       | 0      | 0        | 0        | 0      | 0    | 0   | 0   | 0   | 12     |
| Abfalter       |       | 0       | 1       | 0      | 0        | 0        | 0      | 0    | 0   | 0   | 0   | 6      |
| Belici         |       | 0       | 1       | 0      | 0        | 0        | 0      | 0    | 0   | 0   | 0   | 6      |
| Fink           |       | 0       | 0+1     | 0      | 0        | 0        | 0      | 0    | 0   | 0   | 0   | 6      |
| Trinkl         |       | 0       | 0       | 0      | 0        | 0        | 0      | 6    | 0   | 0   | 0   | 6      |
| Vlajić         |       | 1       | 0       | 0      | 0        | 0        | 0      | 0    | 0   | 0   | 0   | 6      |
| Washington     |       | 0+1     | 0       | 0      | 0        | 0        | 0      | 0    | 0   | 0   | 0   | 6      |
| Wentland       |       | 0       | 1       | 0      | 0        | 0        | 0      | 0    | 0   | 0   | 0   | 6      |

#### Passer rating
| Giocatore | G   | Att    | Comp   | Int | Yds      | TD   | NFL    | NCAA   |
| --------- | --- | ------ | ------ | --- | -------- | ---- | ------ | ------ |
| Shelton   | 8+2 | 271+45 | 187+30 | 4+2 | 1849+364 | 17+4 | 102,73 | 145,63 |
| Kober     | 1+1 | 5+2    | 3+1    | 0+1 | -1+8     | 0+0  |        |        |
| Seeber    | 1   | 1      | 0      | 0   | 0        | 0    |        |        |

## Seconda squadra

### AFL - Division I 2021

#### Stagione regolare
| Hohenems 11 aprile 2021, ore 14:00 1ª giornata | Cineplexx Blue Devils | 40 – 7 referto | Tirol Raiders | Stadion Herrenried |

| Innsbruck 25 aprile 2021, ore 15:00 2ª giornata | Tirol Raiders JV | 38 – 26 (0-7 7-13 24-0 7-6) referto | Carinthian Lions | Tivoli-Neu Stadion |

| Salisburgo 8 maggio 2021, ore 17:00 3ª giornata | Salzburg Football Team | 46 – 14 (19-0 7-0 20-7 0-7) referto | Tirol Raiders JV | Max Aicher Stadion |

| Innsbruck 22 maggio 2021, ore 15:00 4ª giornata | Tirol Raiders JV | 13 – 24 (0-7 7-3 6-7 0-7) referto | Amstetten Thunder | Tivoli-Neu Stadion |

| Klagenfurt am Wörthersee 5 giugno 2021, ore 16:00 6ª giornata | Carinthian Lions | 19 – 27 (6-7 0-14 13-0 0-6) referto | Tirol Raiders JV | Sportplatz Annabichl |

| Innsbruck 4 luglio 2021, ore 15:00 9ª giornata | Tirol Raiders JV | 14 – 54 (7-6 7-18 0-14 0-16) referto | Telfs Patriots | Tivoli-Neu Stadion |

### Statistiche di squadra
| Competizione      | %Vittorie | In casa | In casa | In casa | In casa | In casa | In casa | In trasferta | In trasferta | In trasferta | In trasferta | In trasferta | In trasferta | Totale | Totale | Totale | Totale | Totale | Totale |
| Competizione      | %Vittorie | G       | V       | N       | P       | Pf      | Ps      | G            | V            | N            | P            | Pf           | Ps           | G      | V      | N      | P      | Pf     | Ps     |
| ----------------- | --------- | ------- | ------- | ------- | ------- | ------- | ------- | ------------ | ------------ | ------------ | ------------ | ------------ | ------------ | ------ | ------ | ------ | ------ | ------ | ------ |
| Stagione regolare | .333      | 3       | 1       | 0       | 2       | 65      | 104     | 3            | 1            | 0            | 2            | 48           | 105          | 6      | 2      | 0      | 4      | 113    | 209    |
| Totale            | .333      | 3       | 1       | 0       | 2       | 65      | 104     | 3            | 1            | 0            | 2            | 48           | 105          | 6      | 2      | 0      | 4      | 113    | 209    |